# Salem Eid Yaqoob
Salem Eid Yaqoob (1 maart 1996) is een Bahreins sprinter. Hij nam eenmaal deel aan de Olympische Zomerspelen.

## Biografie
In 2016 nam Yaqoob deel aan de Olympische Spelen van 2016 in Rio de Janeiro. In een nationaal record van 20,19 seconden kon Yaqoob zich kwalificeren voor de halve finale op de 200 m. In de tweede halve finale eindigde hij op de gedeelde vijfde plaats, maar met een tijd van 20,43 seconden kon hij zich niet kwalificeren voor de finale.

## Persoonlijke records
Outdoor
| Onderdeel | Prestatie  | Datum            | Plaats         |
| --------- | ---------- | ---------------- | -------------- |
| 100 m     | 10,37      | 4 oktober 2015   | Mungyeong      |
| 200 m     | 20,19 (NR) | 16 augustus 2016 | Rio de Janeiro |

## Palmares

### 200 m
- 2016: 5e in ½ fin. OS - 20,43 s